# StopHam
StopHam (nombre internacional), en ruso: СтопХам la cual puede ser traducida como " Detén a los descarados " es una organización sin ánimo de lucro rusa, cuya sede está en Moscú. Fue fundada en 2010 por miembros del movimiento juvenil  Nashi, que se opone a aquellos automovilistas que no respetan las normas de tráfico y de aparcamiento.
Los militantes regularmente dirigen sus acciones hacia los automovilistas de la ciudad que están mal aparcados o circulando por las aceras (hay vídeos disponibles en su canal de YouTube). Una de las estrategias más populares de este grupo es colocar grandes pegatinas en el parabrisas del coche con la frase "No me importan los demás, aparco donde quiero!" (En ruso: Мне плевать на всех, паркуюсь где хочу). Estos activistas no dudan en usar su cuerpo para bloquear el camino a los automovilistas insensibles y descarados.
Sus acciones y una serie de incidentes relacionados con el movimiento de militantes ha provocado gran revuelo en internet

## En televisión
Las acciones del grupo provocaron que el 27 de agosto de 2012, comenzaran una serie de documentales en el canal "Centros de TV" llamado "Gorodskije vojny". Los creadores de la serie investigaron cuáles eran los problemas y conflictos relacionados con el tráfico en la capital rusa mientras que intentaron resolverlos.

## Financiación
En 2013, "StopHam" recibió 4 millones de rublos del estado ruso por sus operaciones de acuerdo con una subvención presidencial. Aunque una de las fuentes de ingresos más importantes sigue siendo a través de Youtube, también obtienen dinero con la venta de diverso merchandising.

## Críticas
En 2013, Vladímir Putin, después de hablar con activistas en el Foro de Seliger, dijo:

Estáis haciendo una acción muy importante y buena: luchar contra el descaro. El comportamiento en las carreteras es parte de la persona, y espero que ustedes, mientras hacen su trabajo, se desempeñen de la mejor manera posible y no sea como las personas que se comportan de manera incorrecta con los demás.

### Conflictos
- En abril de 2012, el proyecto se conoció debido al conflicto que se produjo en el centro comercial "Jevropejskij" en Moscú, visitado por Madina Mingaeva, esposa de Tamerlan Mingaev, entonces vicepresidente ruso de Chechenia que estacionó su auto en el lugar equivocado. Después de que ella se negara a estacionar correctamente el coche, llamó a su hijo. Esto condujo a una mayor escalada de la discusión entre las ambas partes, y el conflicto terminó con peleas. Aunque Madina y su hijo amenazaron a los activistas e intentaron arrancar las cámaras de vídeo de las manos, el vídeo terminó en la cuenta de la organización en Youtube, y recibió más de siete millones de visitas en abril de 2014. Poco después, se abrió un caso penal,[7] que llevó al presidente de Chechenia Ramzan Kadyrov a anunciar que despedía a Mingaev por el acto inaceptable de la esposa de Mingaev, aunque Kadyrov también condenó las acciones de los activistas al considerarlas de "provocación".

- En abril de 2013, los activistas bloquearon el automóvil de la consultora del departamento legal de la Comisión Central de Elecciones en Rusia, Margaret Arakelian, de 24 años, cuando intentaba aparcar en un cruce. Después de una serie de afirmaciones de los activistas, Arakelian finalmente comenzó a atacar a los activistas, y estuvo cerca de arrollar a uno de ellos. Luego salió del automóvil y afirmó que tenía derecho a aparcar en el cruce de peatones porque era una funcionaria del estado. Al mismo tiempo, amenazó a los activistas y dijo que "tendrían problemas" si el vídeo terminaba en internet. Pero el vídeo fue publicado, y fue difundido por los medios de comunicación. Después de eso, el presidente de la Comisión Electoral Central le pidió a Vladimir Tjurov que se disculpe por la conducta de la consultora.[8][9][10]

- En julio de 2013, los activistas de StopHam bloquearon el paso del automóvil Range Rover en la acera, que conducía la esposa del jefe del consejo del distrito de Marino, interino en funciones, Tatiana Smoryakova. Smoryakova arrolló a dos activistas y continuó conduciendo en un atasco de tráfico. Ante las solicitudes de los agentes de la policía de tránsito que llegaron para detener Smoryakova, ella se negó y puso el pase de la prefectura en el salpicadero. El jefe del distrito, Alexander Smoryakov, llegó al lugar del accidente a petición de su esposa, tomó declaración a un ciclista menor de edad, que estaba parado en la acera y lo acusó de golpearse a sí mismo. Los padres de este ciclista, que llegaron, escribieron una declaración contraria al testimonio deliberadamente falso. Los agentes de la policía de tránsito compilaron un informe sobre Tatyana Smoryakova sobre el hecho de haber golpeado a peatones. La prefectura del Okrug Administrativo del Sudeste publicó más tarde una declaración oficial en la que se afirmaba que la prefectura no otorga permisos para ningún derecho a un movimiento privilegiado de vehículos personales, y que las cuestiones relacionadas con el comportamiento personal de los miembros de la familia de los funcionarios públicos no son relevantes para la prefectura. Al día siguiente del conflicto, Alexander Smoryakov presentó una solicitud de renuncia a su cargo como jefe del distrito, la cual fue aceptada por el alcalde de Moscú, Sergei Sobyanin.

- A mediados de octubre de 2014, los activistas de StopHam se convirtieron en cómplices en la lucha contra la demolición organizada de garajes en el territorio del distrito de Timiryazevsky del Distrito Autónomo de Moscú relacionado con la construcción del complejo residencial de 35 pisos "Breath". Entonces, una de las áreas de GK fue sometida a demolición mecanizada de personas en pasamontañas sin previo aviso. Los activistas que habían defendido a los dueños de los garajes quienes fueron brutalmente golpeados con porras y heridos como resultado del uso de latas de spray pimienta. El propio Chugunov recibió seis heridas y fue hospitalizado. De acuerdo con los datos finales, el GK a demoler nunca se logró defender.

- El 10 de febrero de 2015, siete activistas de "StopHam" en San Petersburgo, después de otra protesta, fueron brutalmente golpeados y robados por un grupo de personas que llegaron a la escena del crimen en cuatro autos. El incidente ocurrió cerca de la casa número 26/1 en Dachny Avenue. Como resultado del ataque, los activistas necesitaron asistencia médica y tres de ellos, dos jóvenes y una niña, fueron hospitalizados con lesiones moderadas. Según datos preliminares, el ataque fue causado por el conductor de uno de los automóviles con los que los activistas tuvieron un conflicto durante la acción. El ataque fue filmado en una cámara al lado de un auto parado. Según él, el Ministerio del Interior de San Petersburgo inició una causa penal en 2 partes del artículo 116 del Código Penal de la Federación Rusa.